# Biblioteca Balear
La Biblioteca Balear és una biblioteca de Palma que es troba al Monestir de Santa Maria de la Real.
Consisteix en una col·lecció bibliogràfica i documental dels missioners dels Sagrats Cors. Fou fundada pel pare Gaspar Munar Oliver l'any 1933 i s'especialitzà en temes balears.